# Качалино (станция)
Качалино — железнодорожная станция Волгоградского отделения Приволжской железной дороги, расположена в селе Качалино, Иловлинский район, Волгоградской области.

## Грузовая работа
Станция открыта для грузовой работы по параграфам 2 (приём и выдача повагонных отправок грузов, допускаемых к хранению на открытых площадках станций) и 3 (приём и выдача грузов повагонными и мелкими отправками, загружаемых целыми вагонами, только на подъездных путях и местах необщего пользования) тарифного руководства.

## Пригородные поезда
| № поезда  | Маршрут движения       | № поезда  | Маршрут движения       |
| --------- | ---------------------- | --------- | ---------------------- |
| 6491      | Волгоград — Арчеда     | 6492      | Арчеда — Волгоград     |
| 6805      | Волгоград — Урюпино    | 6810      | Урюпино — Волгоград    |
| 6807/6809 | Волгоград — Петров Вал | 6806/6808 | Петров Вал — Волгоград |
| 6811/6813 | Волгоград — Петров Вал | 6812/6814 | Петров Вал — Волгоград |